# 関亀治
関 亀治（せき かめはる、1886年（明治19年）11月3日 - 1969年（昭和44年）4月5日）は、日本の陸軍軍人。最終階級は陸軍中将。

## 経歴
兵庫県出身。柏原中学校を経て、1907年（明治40年）5月、陸軍士官学校（19期）を卒業。同年12月、陸軍歩兵少尉に任官し歩兵第20連隊付となる。陸士生徒隊付などを経て、1918年（大正7年）11月、陸軍大学校（30期）を卒業した。
参謀本部付勤務、参謀本部員（兵站班）、陸軍兵器本廠付、アメリカ駐在、兵器本廠付、陸軍省整備局課員などを歴任し、1927年（昭和2年）7月、歩兵中佐に進級。1929年（昭和4年）12月、兵器本廠付に発令され陸大専攻学生となった。陸軍歩兵学校付を経て、1931年（昭和6年）8月、歩兵大佐に昇進し歩兵学校教官に就任。
1932年（昭和7年）8月、歩兵第12連隊長に就任し、戦車第2連隊長、第14師団参謀長を歴任し、1936年（昭和11年）3月、陸軍少将に進級し歩兵第2旅団長となる。輜重兵監を経て、1939年（昭和14年）3月、陸軍中将に進み新設の第34師団長に親補され、中国に出征した。陸軍公主嶺学校長を経て、1941年（昭和16年）9月、第20軍司令官となり満州に赴任し太平洋戦争を迎えた。1943年（昭和18年）3月、参謀本部付となり、翌月、予備役に編入された。1945年（昭和20年）4月に召集され、宇都宮師管区司令官を同年12月まで務め召集解除となった。
1947年（昭和22年）11月28日、公職追放仮指定を受けた。

## 栄典
- 1939年（昭和14年）4月1日 - 従四位
- 1941年（昭和16年）10月1日 - 正四位